# Perdona
«Perdona» también publicada bajo el título de «Xdono» es una canción escrita y cantada por el cantante italiano Tiziano Ferro. Fue lanzada el 26 de junio de 2001, y fue el sencillo debut de su primer álbum Rojo Relativo, lanzado 4 meses más tarde. La canción obtuvo gran éxito en Europa y Latinoamérica llegando a ser n.º 1 en Italia, Bélgica, Países Bajos y España.
El productor discográfico de la época, Michele Canova, reveló después de veintiún años que la canción fue copiada de un tema del cantante estadounidense R. Kelly.

## Posicionamiento
| Listas (2001)     | Posición |
| ----------------- | -------- |
| Italia            | 1        |
| Suiza             | 4        |
| Listas (2002)     | Posición |
| Austria           | 2        |
| Bélgica (Flandes) | 6        |
| Bélgica (Valonia) | 1        |
| Dinamarca         | 3        |
| Holanda           | 1        |
| Francia           | 6        |
| Alemania          | 2        |
| Noruega           | 11       |
| España            | 1        |
| Suecia            | 4        |
| México            | 11       |